# Elfi Aichinger
Elfriede Theresia „Elfi“ Aichinger (* 2. November 1961 in Wels) ist eine österreichische Jazzmusikerin (Gesang, auch Piano, Komposition).

## Wirken
Aichinger erhielt zunächst klassischen Klavierunterricht (zwischen 1977 und 1982 bei Peter Lang) und klassischen Gesangsunterricht zunächst bei Wilma Lipp am Mozarteum Salzburg, später an der Wiener Hochschule für Musik und darstellende Kunst Wien bei Wolfgang Bruneder. 1984 war sie Gründungsmitglied des Jazz-Trios Jubilo Elf. Seit 1986 trat sie als Solistin in verschiedenen Ensembles bei europäischen Festivals auf. Im selben Jahr erschien die Produktion Swiss Swing des Vienna Art Orchestra mit einem Vokalensemble, zu dem sie gehörte. Im Folgejahr gründete sie die Formation Ames, die ihre eigenen Kompositionen interpretierte. Ihr Debütalbum Follow Me erschien 1991. Mit ihrem damaligen Mann, dem Perkussionisten Stephan Maass, veröffentlichte sie 1993 bei Extraplatte Kiss the Frog. In ihrem Quartett arbeitete sie auch mit Don Byron. 2019 veröffentlichte sie mit Joanna Lewis, Melissa Coleman und Peter Herbert das Album Core mit „Miniopern zwischen Schwermut und Freiheit.“ Weiterhin war sie als Solistin für Nouvelle Cuisine und für das Klangforum Wien tätig.
Als autodidaktisch ausgebildete Komponistin zielt Aichinger auf eine Synthese verschiedener musikalischer Genres. Als Auftragswerk für die Wiener Festwochen 1994 entstand ihre Symphonische Dichtung Zum Sterben bin ich viel zu jung.
Seit 1990 lehrt Aichinger am Anton-Bruckner-Konservatorium Linz als Lehrbeauftragte für Jazzgesang, seit 1996 an der Wiener Musikhochschule.

## Auszeichnungen
- 2024: Anton-Bruckner-Preis[3][4]